# Landpissebedden
Landpissebedden (Oniscidea) zijn een onderorde van geleedpotigen die behoren tot de orde Isopoda van de onderstam kreeftachtigen (Crustacea). In Nederland komen 36 op het land levende soorten pissebedden voor.
Oorspronkelijk zijn pissebedden zeedieren. De landpissebedden hebben de zee verlaten, maar hebben hun kieuwen behouden; deze zijn aanwezig in de vorm van aangepaste "poten" van het achterlijf waarmee de dieren in staat zijn zuurstof op te nemen uit hun omgeving. De kieuwen moeten altijd vochtig blijven omdat ze anders niet meer functioneren. Dit is de reden dat de pissebedden in een droge omgeving niet lang zullen overleven. Een tweede aanpassing aan het landleven is de manier waarop de jongen ter wereld komen. De uit de eitjes gekomen jongen blijven in een broedbuidel tegen de borst van de vrouwtjes zitten totdat ze een aantal keer verveld zijn, als ze zelfstandig worden zijn ze nog niet volwassen. Het zijn hiermee de enige kreeftachtigen die niet op water aangewezen zijn voor de eerste levensfasen van het nageslacht.
De verwante waterpissebedden uit de onderorde Asellota leven wel geheel in het water, een soort uit deze groep is de zoetwaterpissebed (Asellus aquaticus).
Veel landpissebedden zijn cultuurvolgers die oorspronkelijk uit Europa komen, maar tegenwoordig tot in Nieuw-Zeeland te vinden zijn. Landpissebedden leven in een microhabitat, de omstandigheden maakt ze weinig uit, als het maar vochtig is en er schuilplaatsen en voedsel zijn. Sommige soorten hebben zich gespecialiseerd, zoals de mierenpissebed (Platyarthrus hoffmannseggi), die in symbiose leeft met de zwarte wegmier. Pissebedden komen in allerlei habitats voor, van bossen tot graslanden en ook tuinen zijn geschikte leefgebieden, waarvan veel mensen pissebedden kennen. Pissebedden zijn gevoelig voor uitdroging en zijn in huizen vooral te vinden in kelders, onder bloempotten en andere vochtige plaatsen. De pissebed leeft voornamelijk van plantaardig materiaal, zoals rottend hout en bladeren. Minder bekend is dat de eieren en jongen van andere geleedpotigen - zoals mieren en spinnen - óók tot het dieet behoren. De pissebed heeft vele vijanden, zoals insecten, spinnen, amfibieën en vogels. Een dier dat dol is op pissebedden en zich zelfs heeft gespecialiseerd in het vangen en kraken van deze diertjes is de roodwitte celspin (Dysdera crocata).

## Anatomie

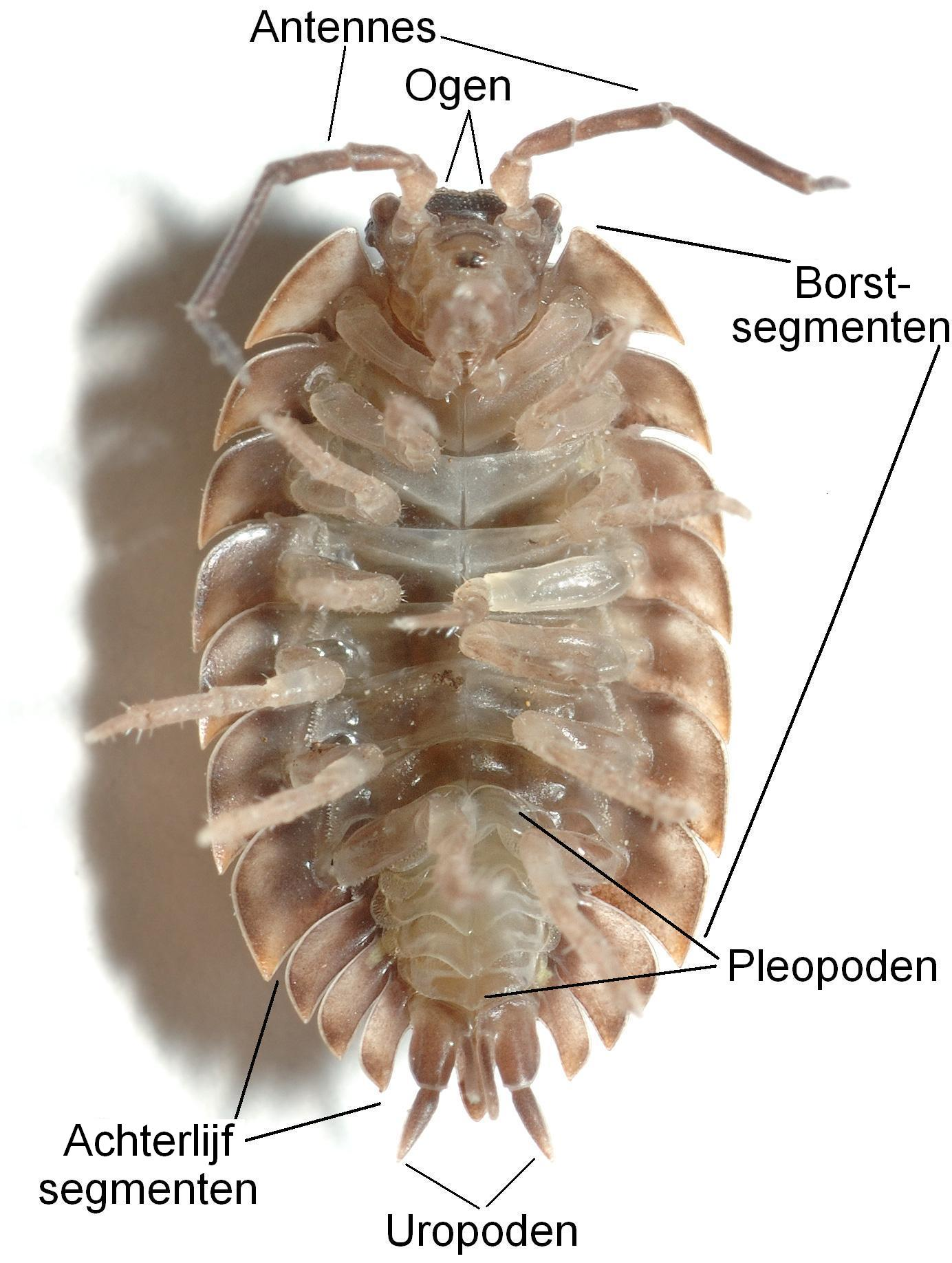
De anatomie van een pissebed, in dit geval de kelderpissebed. Dit exemplaar betreft een vrouwtje, wat te zien is aan de holte aan de buikzijde tussen de poten; hierin wordt wekenlang de broedzak met de eitjes en nimfen meegedragen

De lichaamslengte verschilt enigszins per soort maar is ongeveer 0,3 (net geboren) tot 2 centimeter (volwassen) en het lichaam bestaat duidelijk uit segmenten, waarvan er zeven een potenpaar dragen. Jonge pissebedden hebben nog niet altijd zeven paar poten. De pissebed bestaat van voor naar achter uit twee vrij lange, gesegmenteerde antennes en een kleine kop die de vorm van een helm heeft. De kunstig gevormde samengestelde ogen bestaan uit een groepje ocelli of oogbolletjes aan weerszijden van de kop, de pissebed kan hier overigens niet best mee zien. Het lichaam is langwerpig ovaal en afgeplat met een bruine, witte, grijze of blauwachtige kleur. De mospissebed heeft soms bontere kleuren, de mierenpissebed daarentegen is altijd wit. De rugzijde is enigszins platbol en de buikzijde plathol, vooral bij de vrouwtjes, want in de sparing wordt de broedbuidel bewaard. De kop en het achterlijf zijn klein en het borststuk is in verhouding erg lang; het borststuk van de pissebed draagt de poten en bestaat uit een aantal harde, elkaar overlappende platen ter bescherming.
Aan de achter- onderzijde zijn de pleopoden te zien, de kieuwen die zorgen voor de ademhaling. Ten slotte heeft de pissebed twee stekelachtige uitsteeksels aan de achterzijde, die een tastfunctie hebben en uropoden of borstelpoten worden genoemd. Bij verstoring kan de pissebed al zijn ledematen intrekken onder de buik. Aan de onderzijde van het kopdeel zitten de kaken.

## Levenswijze
Net als andere geleedpotigen moeten ook pissebedden regelmatig vervellen. Ze doen dat in twee stappen. Eerst laat het achterste deel van het pantser los en na enkele dagen het voorste deel. Dit komt doordat de pissebed na een vervelling nog een zacht pantser heeft en veel kwetsbaarder is. Als het voorste deel eraf valt is het achterste deel al hard geworden. Hierdoor is er altijd een harde kant ter bescherming. Bovendien verdampt er meer water uit een zacht pantser waardoor de kans op uitdroging kleiner is als in twee delen wordt verveld.
Na de paring in de lente vervelt het vrouwtje, waarbij een broedzak wordt gevormd. Hierin worden enkele tientallen eitjes afgezet. Het vrouwtje draagt de eitjes enige weken met zich mee, waarna de nimfen worden geboren, die nog enige dagen in de buidel blijven. Deze buidel is duidelijk te zien op de buikzijde van de vrouwtjes als een gelige bobbel. De nimfen vervellen voor de geboorte tot het manca-stadium. Dat betekent dat ze worden geboren met slechts zes borstsegmenten en zes paar poten. Na de eerste vervelling krijgen ze het zevende segment en na de tweede vervelling ook het zevende potenpaar en lijken ze al op de ouders. De jongen zijn zeer gevoelig voor uitdroging en predatie en verstoppen zich zo veel mogelijk.

## Waterhuishouding

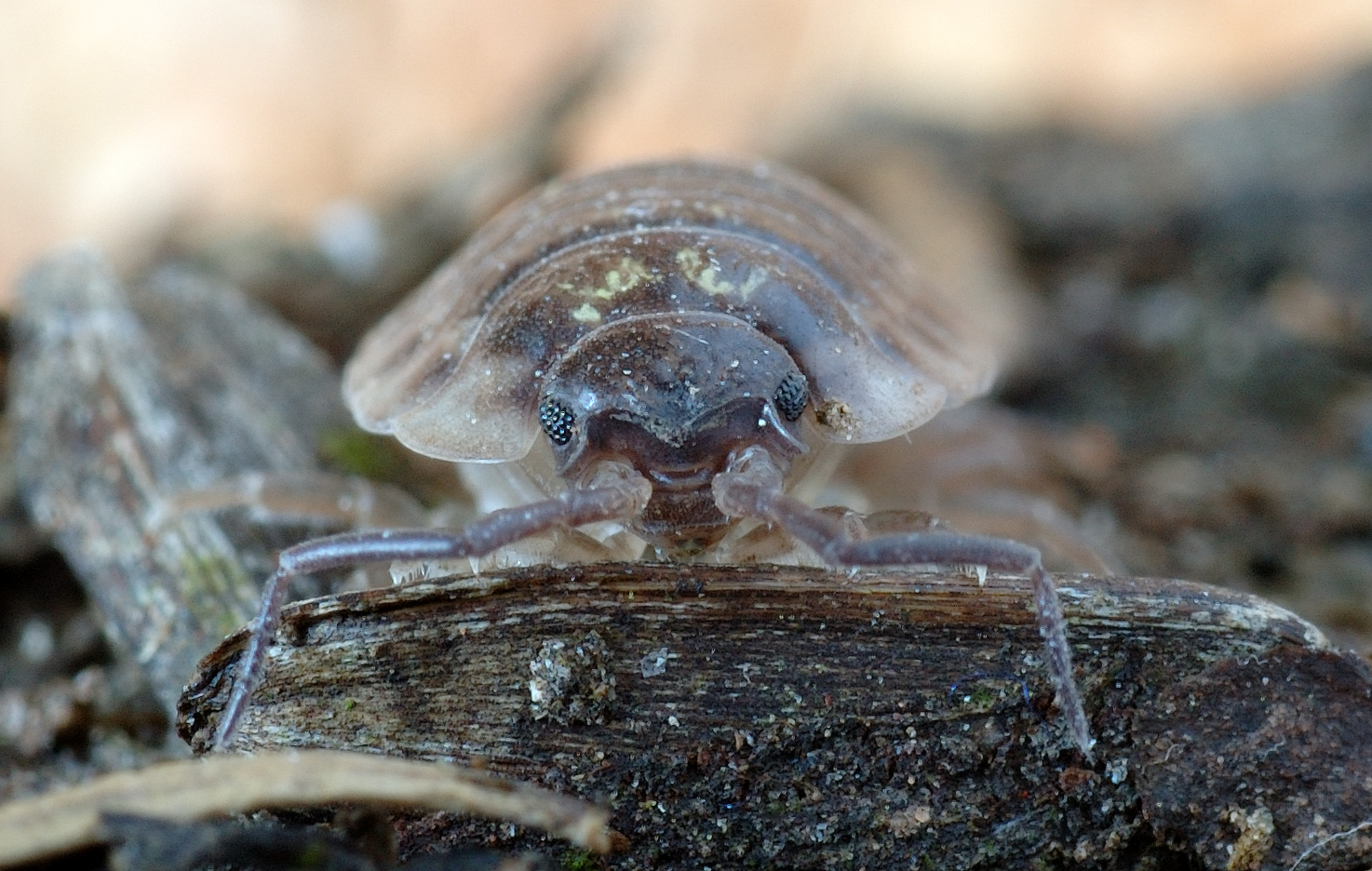
Een close-up van de voorzijde.

Landbewonende pissebedden kunnen alleen overleven in permanent vochtige omgevingen; de grootste vijand van deze soorten is uitdroging. Dit komt doordat pissebedden met hun pleopoden op de onderzijde van de buik ademhalen en deze moeten altijd vochtig blijven. De pleopoden zijn voorzien van een wijdvertakt systeem van zeer fijne buisjes en kunnen beschouwd worden als een soort primitieve longen, ze zijn van de bovenzijde overigens niet te zien. Hiernaast hebben landpissebedden een ammoniak- en waterdoorlatend pantser waardoor ze continu transpireren. De pissebed hoeft ondanks de naam nooit te plassen, omdat de stikstofverbindingen (ammoniak) het lichaam verlaten middels verdamping door het exoskelet. Pissebedden worden meestal in groepen aangetroffen en ook dit heeft met hun behoefte aan vochtigheid te maken; als ze tegen elkaar aan zitten verdampt er minder water per pissebed dan wanneer ze allemaal los van elkaar zouden zitten, waardoor ze als groep voordeel van elkaar hebben. Ze kunnen waarschijnlijk ook de geur van soortgenoten waarnemen om elkaar zo beter te kunnen vinden.
Een pissebed kan, als hij is uitgedroogd, water 'drinken' door de uropoden, de twee staartachtige aanhangsels aan de achterzijde van het lichaam, in het water te laten zakken. De uropoden bestaan uit een buitenste deel en een binnenste, dit laatste deel lijkt op een buisje waar door de capillaire werking water wordt opgezogen. Een teveel aan water kan worden afgegeven door de uropoden op een droge bodem te drukken.

## Soorten
De soorten pissebedden kunnen naar hun gedrag en hun vorm in meerdere groepen ingedeeld worden. Er zijn soorten met een brede en platte vorm die zich overal aan vastgrijpen. Daarnaast zijn er soorten die zich bij aanraking oprollen tot een balletje, deze soorten lijken op oprollers maar zijn niet verwant, oprollers behoren tot de miljoenpoten. Ook zijn er soorten met een slanke vorm en lange poten die bij verstoring snel weglopen en ten slotte zijn er soorten die langzaam wegkruipen. Onderstaande soorten zijn de wat bekendere pissebedden in Nederland en België.
- De ruwe pissebed of gewone pissebed (Porcellio scaber) is te vinden in vochtige ruimten, onder stenen en afval. De bovenkant is egaal donker gekleurd. Deze pissebed leeft van afgevallen bladeren en dood hout en is daardoor belangrijk voor de afbraak van organisch materiaal. Een belangrijk kenmerk zijn de vele zeer kleine bobbeltjes op de  bovenzijde.
- De kelderpissebed (Oniscus asellus) grijpt zich vast en heeft een grijze bovenkant, waarop vooral aan de rand lichte vlekken voorkomen en een meestal vage, maar soms juist afstekende bruine tot gele dubbele vlekkenrij op de bovenzijde.
- De gewone oprolpissebed (Armadillium vulgare) rolt zich bij gevaar op op tot een knikkerachtig bolletje.
- De mospissebed (Philoscia muscorum) is wat hoger en boller van vorm en lijkt meer op een insectenlarve.
- De mierenpissebed (Platyarthrus hoffmannseggii) is wit van kleur, wordt enkele millimeters lang en leeft ondergronds.

## Families
(onderstaande lijst is niet volledig)
- Actaeciidae
- Armadillidae
- Armadillidiidae
- Balloniscidae
- Bathytropidae
- Berytoniscidae
- Buddelundiellidae
- Cylisticidae
- Delatorreidae
- Dubioniscidae
- Eubelidae
- Halophilosciidae
- Hekelidae
- Irmaosidae
- Ligiidae
- Mesoniscidae
- Olibrinidae
- Oniscidae
- Philosciidae
- Platyarthridae
- Porcellionidae
- Pseudarmadillidae
- Puseoniscidae
- Rhyscotidae
- Schoebliidae
- Scleropactidae
- Scyphacidae
- Spelaeoniscidae
- Stenoniscidae
- Styloniscidae
- Tendosphaeridae
- Titaniidae
- Trachelipodidae
- Trichoniscidae
- Turanoniscidae
- Tylidae

## Fotogalerij

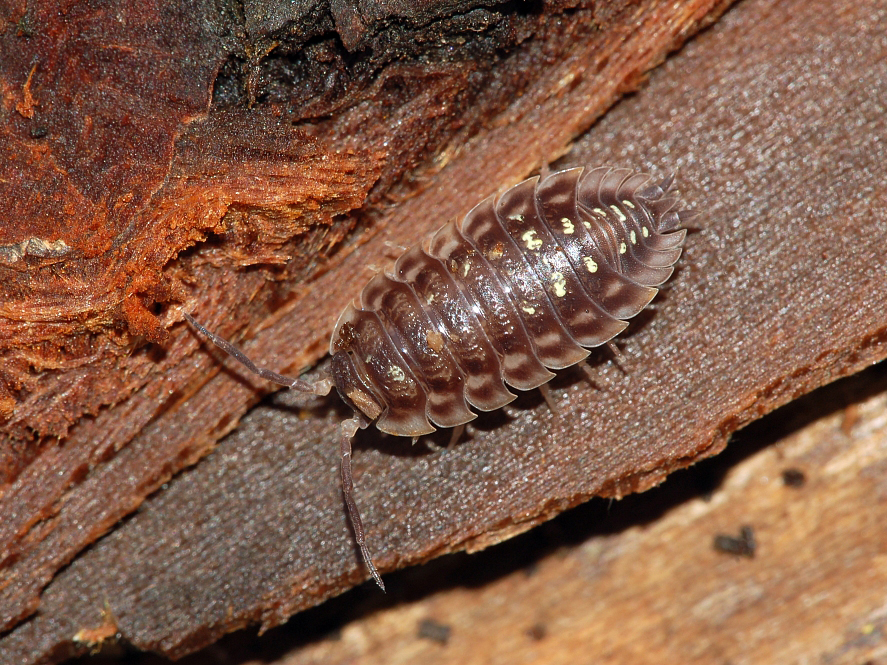
Rugzijde pissebed (Oniscus asellus)
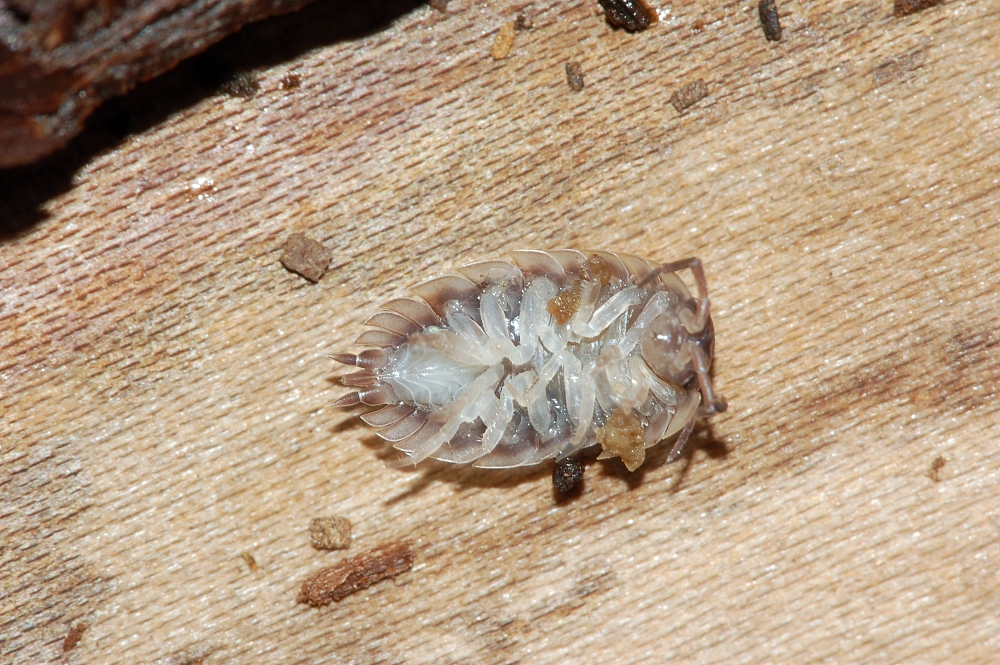
Buikzijde pissebed (Oniscus asellus)

## Links
Werkgroep landpissebedden van België

Werkgroep landpissebedden van Nederland